# Milagro Sala
Milagro Sala (San Salvador de Jujuy, 27 janvier 1964) est une femme politique argentine. Originaire de la province de Jujuy, figure dirigeante de l'indigénisme, elle est à la tête de l'Organisation de quartier Túpac Amaru. Incarcérée depuis 2016, elle est généralement considérée comme une prisonnière d'opinion.

## Biographie

### Militantisme social
D’abord militante syndicale, Milagro Sala fonde à la fin des années 1990, alors que l'Argentine est frappée par une crise économique de grande ampleur, l’organisation sociale Tupac Amaru, visant à organiser les pauvres. L'organisation distribue d'abord des repas aux enfants des rues, puis, rassemblant un nombre croissant de militants, mène des projets plus ambitieux en direction des familles sans toit, des adolescents privés d’études, des personnes au chômage ou dépendantes à la drogue.
L’ampleur prise par la Tupac Amaru avec ses 80 000 membres amène le président péroniste Néstor Kirchner, élu en 2003, à lui confier en 2004 des subventions pour la construction de logements. Dans les années qui suivent, l’organisation en bâtit 8 000, puis construit des écoles, des terrains de sport, des centres de santé dispensant des soins gratuits, des lieux culturels et des piscines. Environ 120 coopératives de production autogérées sont également fondées afin de procurer un emploi aux habitants des quartiers pauvres.

### Tentative d'assassinat
Le 21 octobre 2013, Milagro Sala est visée par une attaque par balle et deux militants qui l'accompagnaient sont blessés. Trois des assaillants ont été arrêtés, mais les autres ont pris la fuite. 

### Incarcération
Milagro Sala participe en décembre 2015 à un campement de protestation organisé contre le gouverneur Gerardo Morales. Arrêtée au cours de la protestation, elle est accusée d’être à la tête d’une association illicite, d’extorsion et de fraude contre l’administration publique, et est alors emprisonnée avec onze autres militants de la Tupac Amaru. Elle est condamnée le 14 janvier 2019 à une peine de 13 ans de prison.
Cette condamnation est accueillie avec satisfaction où rejet par les deux camps politiques ; le journal national de gauche Página 12 affirme que la juge présidant le tribunal a été désignée par décision politique et personnelle après avoir échoué par deux fois par concours. Pour l’administration du président Mauricio Macri (2015-2019) il s'agit d'une procédure judiciaire normale, tandis qu'au contraire, l’administration du président Alberto Fernández (en place depuis 2019) parle de détention politique et appelle à sa libération, contestant la probité de l'action judiciaire locale. Le Groupe de travail sur la détention arbitraire des Nations unies et la Commission interaméricaine des droits de l'homme ont condamné son incarcération.